# Wydział Humanistyczny Uniwersytetu Pedagogicznego im. KEN w Krakowie
Wydział Humanistyczny Uniwersytetu Pedagogicznego im. Komisji Edukacji Narodowej w Krakowie – jednostka naukowo-dydaktyczna, jeden z siedmiu wydziałów Uniwersytetu. Wydział ma uprawnienia do nadawania stopni naukowych doktora nauk humanistycznych w zakresie historii i filozofii oraz doktora habilitowanego nauk humanistycznych w zakresie historii.

## Lokalizacja
Wydział zlokalizowany jest w Krakowie. Siedziba dziekanatu znajduje się w budynku głównym uczelni przy ul. Podchorążych 2.

## Dziekani
- Stanisław Pigoń (1946–1948)
- Witold Taszycki (1949–1950)
- Józef Garbacik (1950–1951)
- Stanisław Jodłowski (1951–1956)
- Ignacy Zarębski (1956–1959)
- Jan Nowakowski (1959–1963)
- Jan Konopnicki (1963–1965)
- Tadeusz Słowikowski (1965–1971)
- Stanisław Burkot (1971–1972)
- Józef Białek (1972–1981)
- Stefan Skowronek (1981-1984)
- Czesław Majorek (1984–1987)
- Józefa Kobylińska (1987–1990)
- Andrzej Kastory (1990–1996)
- Zenon Uryga (1996–1999)
- Tadeusz Budrewicz (1999–2005)
- Kazimierz Karolczak (2005–2012)
- Zdzisław Noga (2012–2016)
- Bożena Popiołek (od 2016)

## Władze Wydziału
W kadencji 2016–2020::
| Stanowisko | Imię i nazwisko              |
| ---------- | ---------------------------- |
| Dziekan    | prof dr hab. Bożena Popiołek |
| Prodziekan | dr hab. Marzenna Jakubczak   |
| Prodziekan | dr hab. Roman Kochnowski     |
| Prodziekan | dr hab. Anna Zapalec         |

## Struktura wydziału

### Instytut Filozofii i Socjologii
Dyrektor: prof. dr hab. Tadeusz Gadacz
- Katedra Filozofii Współczesnej
- Katedra Etyki
- Katedra Historii Filozofii Starożytnej i Średniowiecznej
- Katedra Historii Filozofii Nowożytnej
- Katedra Logiki i Metodologii Nauk
- Katedra Filozofii Społecznej
- Katedra Estetyki
- Katedra Filozofii Kultury
- Katedra Epistemologii i Teorii Nauki
- Katedra Metafizyki i Ontologii
- Katedra Socjologii Kultury
- Katedra Socjologii Religii
- Katedra Metodologii Badań Społecznych
- Katedra Socjologii Komunikowania
- Katedra Socjologii Stosowanej i Dezorganizacji Społecznej
- Pracownia Badań Społecznych

### Instytut Historii i Archiwistyki
Dyrektor: dr hab. Łukasz Tomasz Sroka
- Katedra Historii Starożytnej
- Katedra Historii Średniowiecznej
- Katedra Historii Nowożytnej
- Katedra Historii XIX wieku
- Katedra Najnowszej Historii Polski
- Katedra Najnowszej Historii Powszechnej
- Katedra Edukacji Historycznej
- Katedra Archiwistyki i Nauk Pomocniczych Historii
- Zakład Historii Kultury
- Zakład Mniejszości Narodowych i Przymusowych Migracji
- Pracownia Historii Przymusowych Migracji
- Pracownia Mniejszości Etnicznych i Narodowych